# Claude Courtot
Pour les articles homonymes, voir Courtot.
Claude Courtot, né le 6 janvier 1939 dans le 14e arrondissement de Paris et mort le 5 août 2018 à Saint-Denis, est un écrivain français.

## Biographie
Agrégé de lettres classiques (1961), Claude Courtot est entré en contact avec les surréalistes et André Breton par l’intermédiaire de Jean-Louis Bédouin, auquel il adresse en 1964 un essai sur Benjamin Péret. À partir de cette date et jusqu'à la dissolution du groupe en 1969, il va participer à toutes les manifestations surréalistes, contribuant particulièrement en 1968 aux démarches de rapprochement avec le collectif actif à Prague, quelques mois avant l'entrée des chars soviétiques. Il vit avec passion les événements de mai à Paris.
Après avoir constaté, comme ses amis surréalistes Jean Schuster, José Pierre, Philippe Audoin, Jean-Claude Silbermann et Gérard Legrand, l’impossibilité de toute activité collective revendiquant explicitement le surréalisme, il a développé une œuvre personnelle faite d’essais et de plusieurs récits. De 1979 à 1984, il renoue cependant avec l’activité collective : aux côtés de Gilles Ghez, Jean Bazin, Jean-Michel le Gallo, Jean-Michel Goutier et autres transfuges de Coupure, il participe à la revue Ellébore dirigée par Jean-Marc Debenedetti.
Entre 1987 et 1999, il prononce de nombreuses conférences sur le surréalisme à l’étranger (Italie, Canada, Mexique, Amérique du Sud). En 1996, il est élu, après la disparition de Jean-Louis Bédouin, président de l’association des amis de Benjamin Péret : il exercera cette fonction jusqu’en 2008.
Depuis 1999, Claude Courtot a mis en chantier, sans se soucier de la recherche d’un éditeur, un vaste ouvrage qu'il a d’abord intitulé Laisses. La mer qui se retire abandonne des vestiges qu’elle a façonnés ; les Laisses de Claude Courtot sont des fragments de son existence réelle et onirique modelés par la ferveur de vivre. En 2012, il fait paraître ces Laisses sous un nouveau titre : Chronique d’une aventure surréaliste.
À sa mort, en août 2018, son ami, peintre et écrivain, Jean-Claude Silbermann écrit à sa mémoire un texte intitulé « Tant à l’étoile qu’au compas » .

## Œuvres
- 1965 : Introduction à la lecture de Benjamin Péret (Le Terrain vague)
- 1969 : René Crevel (« Poètes d’aujourd’hui », Seghers)
- 1971 : Carrefour des errances (Éric Losfeld, « Le désordre »)
- 1982 : La Voix pronominale (Ellébore)
- 1982 : Ah ! vous dirai-je maman ! variations sur des dessins de Jean-Marc Debenedetti (Ellébore)
- 1984 : Bonjour monsieur Courtot ! (Ellébore)
- 1984 : Victor Segalen (Henri Veyrier)
- 1986 : Le  Ferouer (Ellébore)
- 1986 : Paul Léautaud (Artefact)
- 1987 : Une Épopée sournoise (José Corti)
- 1988 : Journal imaginaire de mes prisons en ruines (José Corti)
- 1991 : L’Obélisque élégiaque (François Bourin)
- 1995 : Les Pélicans de Valparaiso (Le Cherche Midi)
- 1999 : Je de mots (Bari, Italie, Crav.B.A.Graphis)
- 2000 : Les Ménines (Le Cherche Midi)
- 2007 : Préface du livre de Jean Schuster, Une île à trois coups d’aile (Le Cherche Midi, édité par Jérôme Duwa)
- 2008 : Préface du livre de Jean Bazin, Figures de Proie (Le Grand Tamanoir)
- 2012 : Chronique d’une aventure surréaliste (4 volumes, L’Harmattan)  qui regroupe sous ce titre les pages à l’origine intitulées laisses (Manuscrit déposé à l’IMEC)
- 2012 : Scritti insolenti, choix de textes traduits en italien présentés par Francesco Cornacchia (Bari, Italie, WIP Edizioni)

Ouvrages collectifs
- Discours (Plasma)
- Benjamin Péret (Henri Veyrier)
- Blaise Cendrars (Henri Veyrier)
- Debenedetti sur l’outre-vif (Ellébore)
- Du surréalisme et du plaisir (José Corti)
- Lettres à la cantonade, de Pierre Schumann Audrycourt (Éric Losfeld)
- André Breton ou le surréalisme (L’Âge d’homme)
- Jean-Louis Bédouin, Libre espace et autres poèmes (Syllepse)
- Benjamin  Péret et les Amériques (Association des amis de B. Péret)

Traduction en collaboration avec l’auteur
- La Plaisanterie, de Milan Kundera (Gallimard)